# 旭食品
旭食品株式会社（あさひしょくひん）は、高知県南国市に本社を置くトモシアホールディングス傘下の酒類・食品の卸業者である。非上場企業であるが、総合商社の傘下に属さない独立系食品商社としては有数の地位にあり、特に西日本地区では加藤産業と並ぶ規模を誇る。
よさこい祭りに参加している常連であり、これまで数多くの賞（よさこい大賞や金賞）を受賞している。

## 沿革
- 1923年10月 - 創業
- 1948年 - 竹内明義商店開業
- 1950年 - 九反田営業所開設
- 1951年 - 浦戸町営業所開設
- 1956年 - 旭食品株式会社設立、松山営業所開設
- 1961年 - 旭食品須崎販売株式会社及び旭食品中村販売株式会社設立
- 1962年 - 室戸営業所開設、大阪事務所開設
- 1963年 - 香川営業所開設
- 1965年 - 松山営業所新居浜出張所開設
- 1967年 - 香川営業所岡山出張所開設
- 1968年 - 大阪営業所奈良出張所開設、大阪北営業所開設
- 1969年 - 大阪北営業所京都出張所開設、徳島営業所開設
- 1971年 - 大阪北営業所神姫出張所開設
- 1972年 - 松戸営業所開設
- 1973年 - 松山営業所広島出張所開設・防府駐在所開設
- 1974年 - 近畿支社開設、近畿支社舞鶴出張所開設
- 1975年 - 奈良営業所三重駐在所開設
- 1979年 - 松山営業所鮮冷・冷食部門開設、尾道営業所開設
- 1980年 - 中国支社開設、株式会社アサヒショップ設立
- 1982年 - 旭食品酒類販売株式会社新居浜支店開設
- 1987年 - 阪奈営業所開設、松戸営業所埼玉出張所開設
- 1988年 - 山口営業所竣工、旭流通システム株式会社設立、
- 1989年 - 鳥取営業所開設、デリカサラダボーイ株式会社設立
- 1990年 - 宮崎営業所開設、宇多津低温加工流通センター開設
- 1991年 - 旭食品全営業所、支店に昇格、境港支店開設
- 1992年 - 東京支社開設、北関東支店開設、神奈川支店開設、滋賀支店開設
- 1993年 - 浜田支店開設、和歌山支店移転開設
- 1994年 - 埼玉支店開設、株式会社夢ファーム土佐山設立
- 1995年 - 京都支店移転開設、株式会社キョクスイフーズ設立
- 1996年 - 尾道支店移転開設、徳島低温センター開設、東京支社・神奈川支店移転開設（梶ヶ谷貨物ターミナル駅内）、中国支社・広島支店移転開設
- 1997年 - 千葉支店移転開設（旧：松戸支店）、株式会社デリカサラダボーイえひめ移転開設、デリカサラダボーイ株式会社岡山工場開設
- 1998年 - 名古屋支店開設
- 1999年 - 株式会社夢ファーム有漢設立
- 2001年 - 四国総合流通センター開設
- 2002年 - 岡山支店移転開設、兵庫DDC開設
- 2003年 - 宇都宮支店開設
- 2010年 - 株式会社ミツヤスを子会社化
- 2012年12月3日 - 持株会社に移行のため旭食品ホールディングス株式会社に商号変更し分割により新事業会社（新）旭食品株式会社設立。
- 2017年4月1日 - 旭森下酒販株式会社を合併。
- 2019年
  - 1月31日 - かいせい物産株式会社子会社化[2]。
  - 7月1日 - 旭細野西蔵株式会社を合併。
- 2021年4月1日 - 九州リカーズ株式会社を合併。
- 2022年3月1日 - 株式会社アサヒショップを合併。
- 2023年1月1日 - 本店を高知市春野町弘岡中1402番地に移転

## 関連会社
- 旭フレッシュ
- 酔鯨酒造
- デリカサラダボーイ
- パルネットコーポレーション
- 旭フードサービス関東
- フーデム
- 大倉
- Green Earth Power Japan
- 旭フードサービス
- SAKURA FOOD
- マスダ
- かいせい物産
- ヤマキ
- 香西物産
- 韓国築地
- グローカル・ユナイテッド
- 丸高商会
- メーコウ
- 花筏
- 黒潮観光開発株式会社（Kochi黒潮カントリークラブ） - 旭食品が筆頭株主